# Fantastic Adventures
Fantastic Adventures est un magazine américain de pulp fantasy et de science-fiction, publié entre 1939 et 1953 par Ziff-Davis.

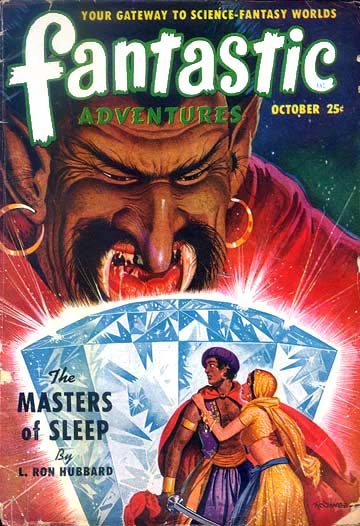
Couverture d'octobre 1950 de Robert Gibson Jones pour L. Ron Hubbard

Il est initialement édité par Raymond A. Palmer, qui était également l'éditeur d'Amazing Stories, l'autre titre de science-fiction de Ziff-Davis. Il est presque annulé à la fin de 1940, mais le numéro d'octobre 1940 connaît des ventes étonnamment bonnes, aidé par une solide couverture par J. Allen St. John de Jongor of Lost Land de Robert Moore Williams. En mai 1941, le magazine suit un programme mensuel régulier. Les historiens de la science-fiction considèrent que Palmer était incapable de maintenir un niveau de fiction constamment élevé et Fantastic Adventures a rapidement développé une réputation d'histoires légères et fantaisistes. Une grande partie du matériel était écrit par un petit groupe d'écrivains sous leurs propres noms. La couverture, comme celles de nombreux autres pulps de l'époque, représentait fréquemment de belles femmes dans des scènes d'action mélodramatiques. Un artiste de couverture régulier était Harold W. McCauley, dont les couvertures glamour de "MacGirl" étaient populaires auprès des lecteurs, bien que l'accent mis sur les représentations de femmes attirantes et souvent partiellement vêtues ait suscité quelques objections.
En 1949, Palmer quitte Ziff-Davis et est remplacé par Howard Browne. Il parvient brièvement à améliorer la qualité de la fiction dans Fantastic Adventures, et la période autour de 1951 est décrite comme l'apogée du magazine. Browne perd tout intérêt lorsque son projet de monter en gamme Amazing Stories s'effondre et que le magazine perd à nouveau en qualité. En 1952, Ziff-Davis lance un autre magazine fantastique, intitulé Fantastic. en quelques mois, la décision est prise de mettre fin à FantasticAdventures au profit de Fantastic. Le numéro de mars 1953 de Fantastic Adventures fut le dernier.

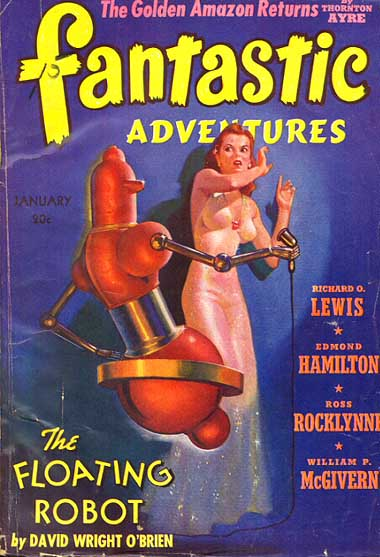
Couverture de Harold W. McCauley pour le numéro de janvier 1941. Ces couvertures de "MacGirl", comme on les appelait, commencent à apparaître à partir de la fin de 1940, remplaçant des œuvres d'art plus orientées vers l'action.